# Rio Dendre
O rio Dendre ( em neerlandês: Dender, em francês: Dendre) é um afluente do rio Escalda, na Bélgica.

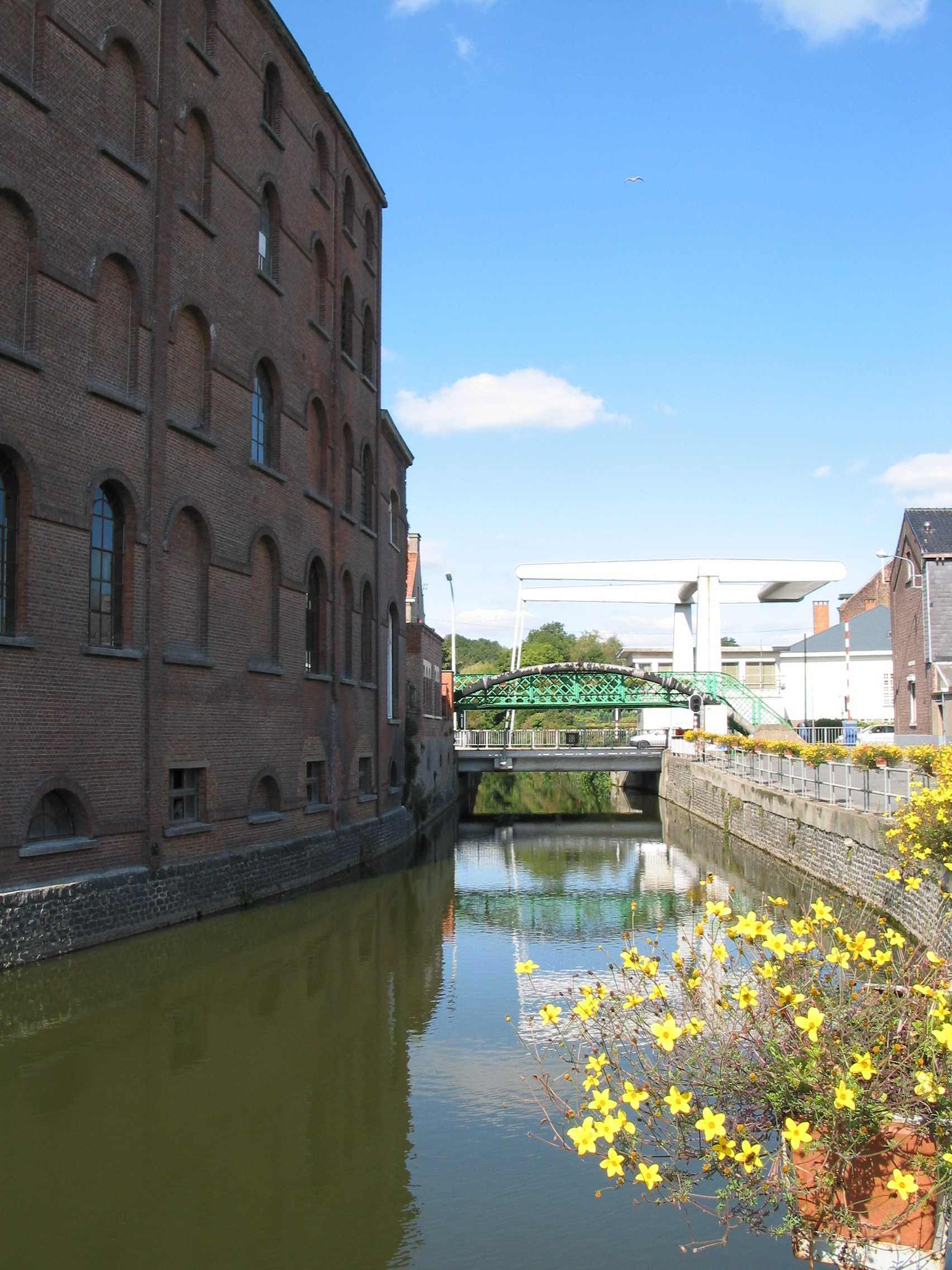
Pont à bascule sur la Dendre à Lessines

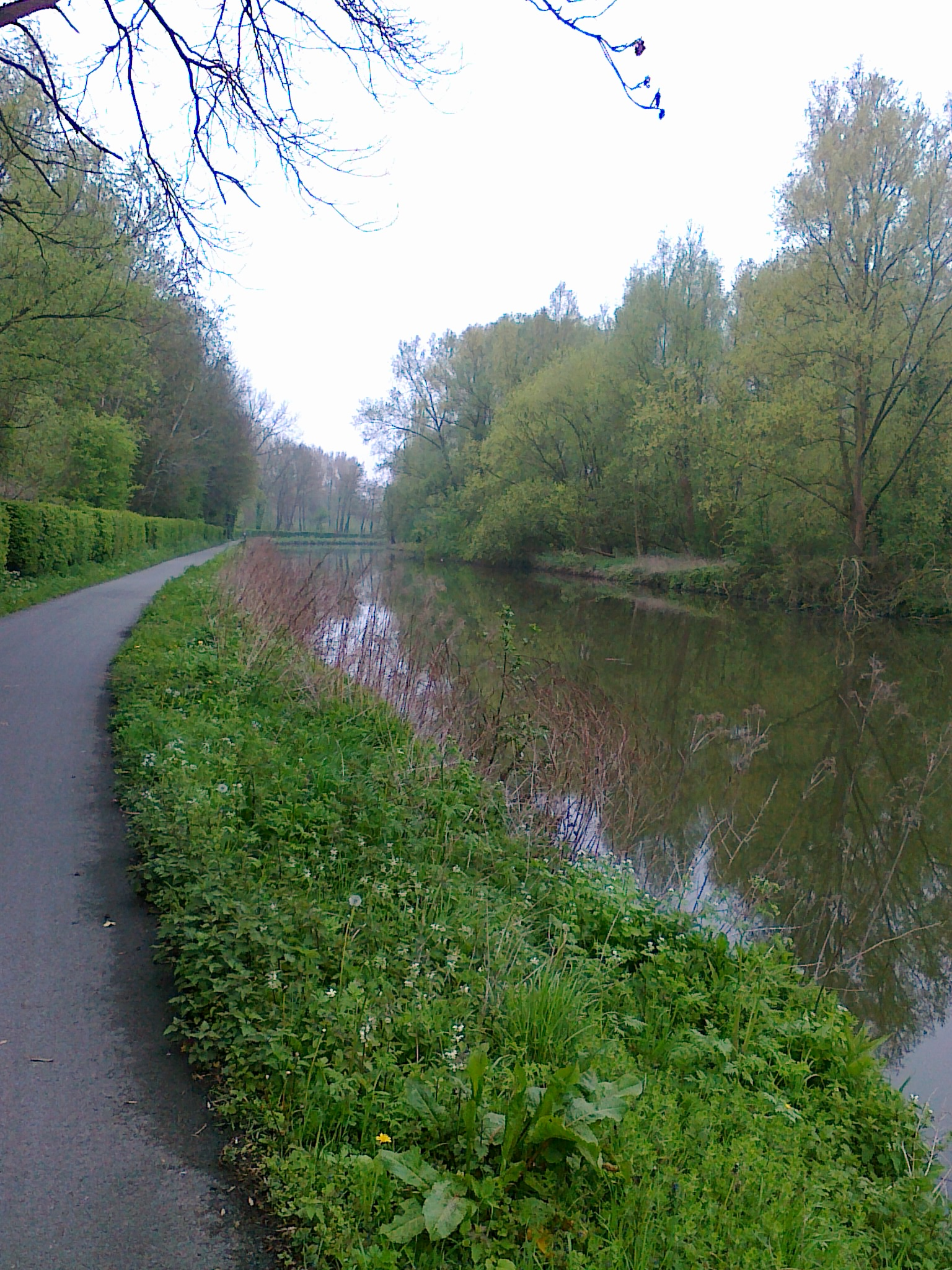
Dender à Aalst

Na confluência dos dois rios encontra-se a cidade belga de Dendermonde. O Dendre corre desde a pequena cidade de Ath na província de Hainaut onde confluem os seus dois afluentes:
- o Dendre Oriental, de 39 Km de extensão e cuja nascente se situa em Jurbise, na fronteira entre Masnuy-Saint-Jean e Masnuy-Saint-Pierre na província belga de Hainaut, a uma altitude de 100 metros acima do nível médio das águas do mar;
- o Dendre Ocidental, ou pequeno Dendre, de 22 Km de extensão e cuja nascente se situa em Berry.

O rio Dendre atravessa as províncias de Hainaut e da Flandres Oriental, banhando as cidades e vilas de Geraardsbergen, Ninove, Denderleeuw e Aalst, terminando em Dendermonde. 
O Dendre é, graças à construção de canais, navegável por embarcações até 300 toneladas. Contudo a sua utilização é presentemente mais recreativa. Durante os meses de Verão, é possível o percurso em toda a sua extensão navegável a bordo de embarcações de rio.
De entre os afluentes secundários destacam-se:
- o Mark, com uma bacia hidrográfica de cerca de 180 km², que aflui em Geraardsbergen
- o Molenbeek-Bollaak na margem esquerda em Zandbergen, Geraardsbergen com uma bacia hidrográfica de 55km²
- o Bellebeek ou Alfen, que desemboca na margem direita em Teralfene, Affligem, com uma bacia hidrográfica de 100km²
- o Molenbeek-Graadbeek que aflui em Hofstade, Aalst.